# Villarrodís
Villarrodís (en gallego y oficialmente, Vilarrodís) es un lugar español situado en la parroquia de Oseiro, del municipio de Arteijo, en la provincia de La Coruña, Galicia.

## Demografía
| Gráfica de evolución demográfica de Vilarrodís entre 2000 y 2018 |
|                                                                  |
| Datos según el nomenclátor publicado por el INE.                 |